# Clémentine-Hélène Dufau
Clémentine-Hélène Dufau (Quinsac, 1869 - Paris, 1937) foi uma pintora francesa.

## Obras

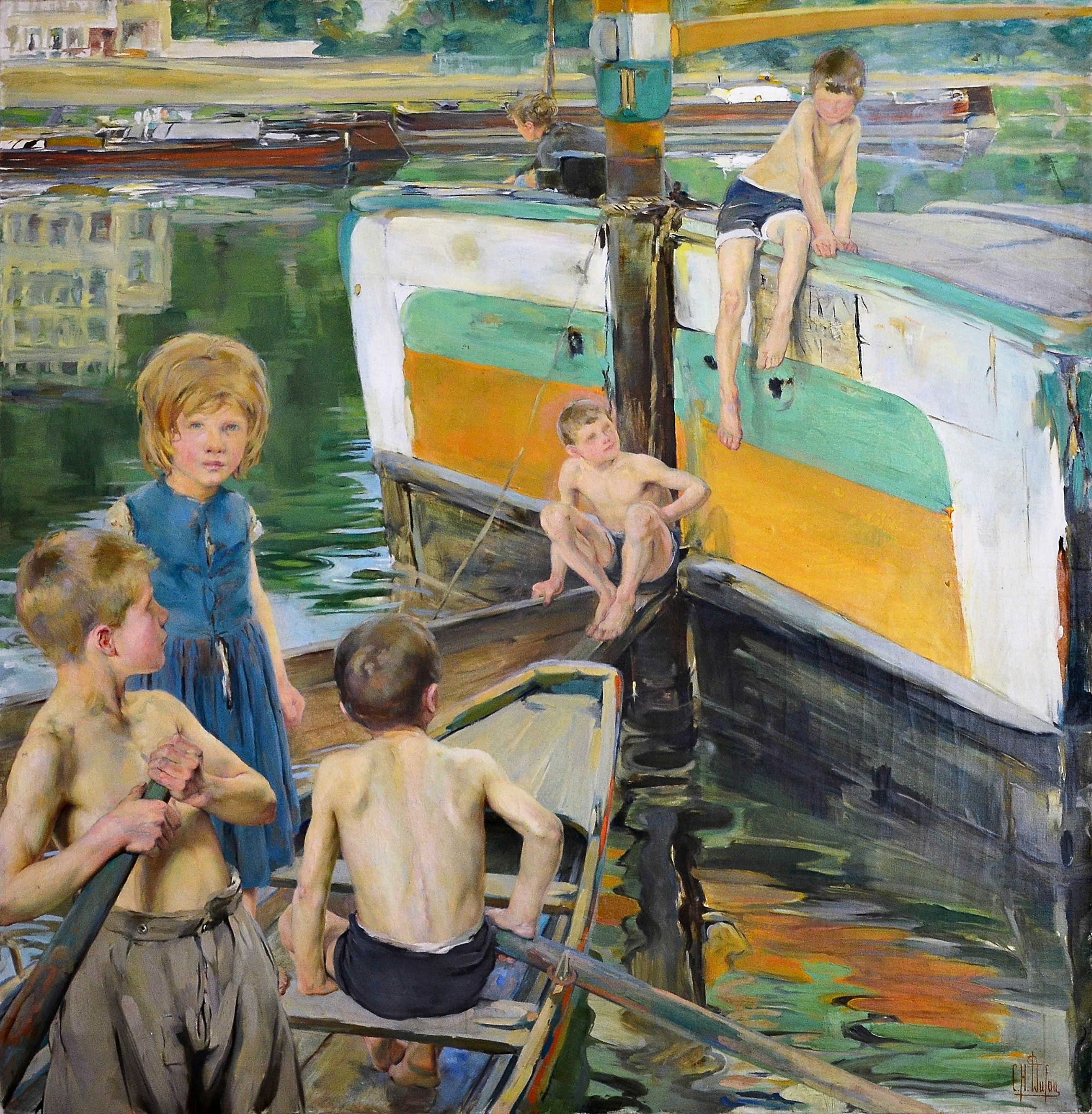
Enfants de mariniers, oitava obra de Dufau, 1898

- Astronomie - Mathématiques (matemática)
- Radioactivité - Magnétisme (magnetismo)
- La Balançoire
- Portrait de l'artiste
- Baigneuse
- Au jardin d'Andalousie
- Portrait de Georges Barbier
- Enfants de mariniers
- Printemps
- Nu au bord de la Méditerranée
- Printemps Nocturne
- Eros et Psyché au jardin terrestre
- Vision intime: étude de nu
- Portrait de femme
- Portrait de M. Maurice Rostand, fils d'Edmond Rostand
- Source dans la nuit
- Ricochets
- La Fronde
- Pelote Basque